# Пинкава, Иван (фотограф)
Иван Пинкава (чеш. Ivan Pinkava; род. 1961, Наход, ЧССР) — чешский фотограф.
Окончил факультет кино и телевидения Пражской Академии изящных искусств по специальности «Художественная фотография». Работал как независимый фотограф, с 2005 года возглавляет мастерскую художественной фотографии Пражской Академии искусства, архитектуры и дизайна.
Выставляется с 1982 года. Персональные выставки прошли в Берлине, Хельсинки, Праге, Копенгагене, Мехико, Братиславе, Брно, Хебе, Москве (выставочный зал «Манеж», 2006, в рамках Фотобиеннале). Работы находятся в Музее Виктории и Альберта (Лондон), Европейском доме фотографии (Париж), Национальной библиотеке (Париж), Музее изящных искусств (Хьюстон), Елисейском музее (Лозанна), художественном собрании Института Кинси, ряде музеев Чехии.
Авторские альбомы фотографий Пинкавы «Династия» (1994) и «Герои» (2001) признаны в Чехии лучшими художественными изданиями года. По мнению российского критика,

Работы Пинкавы моментально становятся классикой. Критики восторженно пишут, что на них стоит печать вневременности. Но это не искусственно нанесенная патина, а равнодушие к временам и эпохам, уживающееся с использованием современных стандартов фотографии.— 